# Odaraia
Genre
Espèce
Odaraia est un genre éteint de crustacés marins primitifs, découvert dans les schistes de Burgess au Canada et datés du Cambrien moyen, il y a environ 505 Ma (millions d'années).
Une seule espèce est rattachée au genre : Odaraia alata, décrite par Walcott, en 1912.

## Description

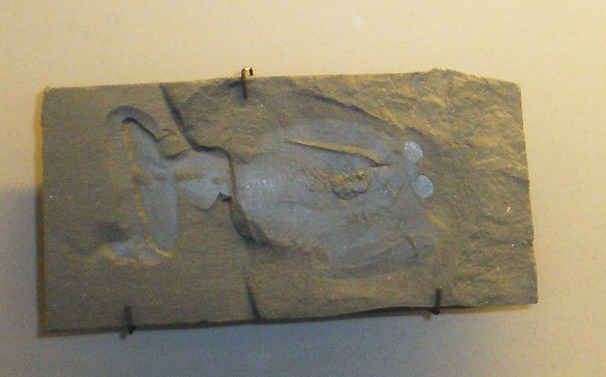
Fossile d'Odaraia avec sa paire d'yeux bien visible à droite.

217 spécimens d'Odaraia alata ont été découverts dans le Greater Phyllopod Bed (en) où ils représentent 0,4% de la faune.
Ces animaux mesurent jusqu'à 15 centimètres de long et sont caractérisés par leurs yeux qui sont les plus grands de tous les arthropodes des schistes de Burgess. Le tronc, enveloppé dans une grande carapace sur plus de deux tiers de sa longueur, comprenait jusqu’à 45 segments portant des appendices. Il possédait une queue divisée en 3 parties, 2 nageoires latérales et une nageoire dorsale. La carapace bivalve était tubulaire.